# 아랏사
"아랏사"(Aratha)는 한국에서 제작된 황원 감독의 2003년 드라마 영화이다. 앤젤 쥴루에타 등이 주연으로 출연하였다.

## 출연

### 주연
- 앤젤 쥴루에타
- 이정선
- 이승룡

## 기타
- 조명: 조성각
- 녹음: 김병철
- 미술: 신성민